# Karl Eduard Bauernschmid
Karl Eduard Bauernschmid (* 20. April 1801 in Himberg bei Wien; † 6. Mai 1875 in Wien) war ein österreichischer Beamter, Politiker und Journalist.

## Leben
1819 war er Mitglied des 1820 von der Polizei verbotenen Burschenschaftlichen Kreises-Wien. Nach einigen Jahren als Praktikant beim Wiener Magistrat und einem Studium der Rechtswissenschaft an der Universität Wien zwischen 1830 und 1831, trat er in den Staatsdienst ein, war von 1833 bis 1835 im Dienste des Mainzer Informationsbüros Geheimagent in Paris und von 1835 bis 1848 Buchzensor in Graz. Im Jahr 1848 war er Mitarbeiter der Wiener Revolutionszeitschrift Der Radikale. Nach seiner kurzen Tätigkeit im Wiener Bürgerausschuss und als Abgeordneter in der Frankfurter Nationalversammlung, kam er 1849 in die Redaktion der Presse in Wien. Dort berichtete er vor allem über die diversen Weltausstellungen der nächsten Jahre und schrieb in erster Linie Beiträge für den Wirtschaftsteil.  Auf sein Vermitteln wird Michael Etienne als Mitarbeiter zur Presse kommen. Von 1852 bis 1854 war er Sekretär der Handelskammer.

## Politische Laufbahn
Im März 1848 war er Sekretär des provisorischen Bürgerausschusses in Wien (u. a. zum Innenministerium abgeordnet zwecks Aufstellung eines Sicherheitsausschusses). Vom 11. September 1848 bis 11. April 1849 sitzt Bauernschmid als Abgeordneter für den 18. Wahlkreis Österreich unter der Enns, Klosterneuburg in der Frankfurter Nationalversammlung. Er gehörte der Fraktion Deutscher Hof, bzw. der Fraktion der Linken an. Diese wollten eine demokratische Republik erreichen, in der allgemeines, gleiches, direktes Wahlrecht herrschte und alle Nationalitäten gleichberechtigt waren. Als Mitglied der Fraktion der Linken gehörte er auch dem Centralmärzverein an. Von 1861 bis 1863 war er Gemeinderat in Wien.